# Villa am Meer
Villa am Meer ist der Titel einer Gruppe von Gemälden von Arnold Böcklin, die über einen Zeitraum von 14 Jahren hinweg entstanden.

## Geschichte
Beeindruckt von einer Entwurfsskizze Böcklins von einer Villa am Meer (vermutlich das Bild, das heute in der Neuen Pinakothek in München hängt), gab Graf Adolf Friedrich von Schack, ein Förderer Böcklins, dem Maler den Auftrag für ein großformatiges Bild mit diesem Thema. Schack schrieb: 

„...als ich 1864 Rom besuchte, fand ich Böcklin in einem geräumigen Atelier, das er gemeinsam mit Louis von Hagn und Franz Lenbach gemietet hatte, mit der Ausführung einer großen Landschaft für mich beschäftigt. Diese hatte mich schon in der Skizze entzückt. Es ist eine Villa am Meeresufer.“

In seiner 1864 vollendeten ersten Fassung experimentierte Böcklin mit verschiedenen Materialien und Techniken. Er überzog das Gemälde mit Wachs. Dadurch wollte er einen schmelzartigen Glanz der Farben erzielen. Graf Schack stellte bei der Annahme des Werkes allerdings erhebliche Schäden am Bild fest und verlangte von Böcklin ein neues Bild in der bewährten Öltechnik. Diese zweite Version vollendete Böcklin ein Jahr später 1865.

## Fassungen
Böcklin schätzte die Komposition selbst sehr und fertigte insgesamt fünf Varianten dieses Bildes an. Die zwei ersten Versionen befinden sich in der Sammlung Schack in München. Eine weitere Version, die zwischen 1871 und 1874 vollendet wurde, hängt im großen Symbolisten-Saal der Abteilung „Kunst der Moderne“ des Städelschen Kunstinstituts in Frankfurt am Main. Eine 1877 vollendete Variante befindet sich in der Staatsgalerie Stuttgart, und eine 1878 vollendete Variante hängt im Kunstmuseum Winterthur.
Böcklin hat in seinen Bildwiederholungen immer Akzente und Stimmungen seiner Bilder verschoben. Bereits in Version I der Villa am Meer ersetzte er das in seiner Entwurfsskizze abgebildete Paar auf der Mauer durch die einsame, sehnsüchtig aufs Meer blickende Frau am Strand. Böcklin deutete an, die unbekannte Frau sei „vermutlich der letzte Spross einer alten Familie“. Auch die Farbgebung ist starken Änderungen unterworfen und variiert von kontrastreichen hin zu fahlen, düsteren Stimmungen. An diesen Entwicklungen ist auch die zunehmende Abkehr Böcklins von der Tradition der romantischen Malerei hin zu eher mythologischen, rätselhaften Motiven ablesbar.